# 駿府政事録
『駿府政事録』（すんぷせいじろく）は、江戸時代初期の慶長16年（1611年）8月1日から元和1年（1615年）12月29日までの、駿府城における徳川幕府の政治録・日記。漢文体。全9巻。ほぼ同様の内容のものとして、別に『駿府記』がある。

## 概要
幕府御金改役の後藤庄三郎光次の著作と記載があるが、儒学者の林羅山という説もある。安永6年（1777年）の写本が龍谷大学図書館に所属されている。
慶長18年（1613年）8月に、「二之丸立花火」という記述があり、徳川家康が駿府城で花火を見たという事が伝えられている。信頼できる史料での花火の初見と言われる。